# Železné hory
Koordinaten: 49° 50′ N, 15° 40′ O

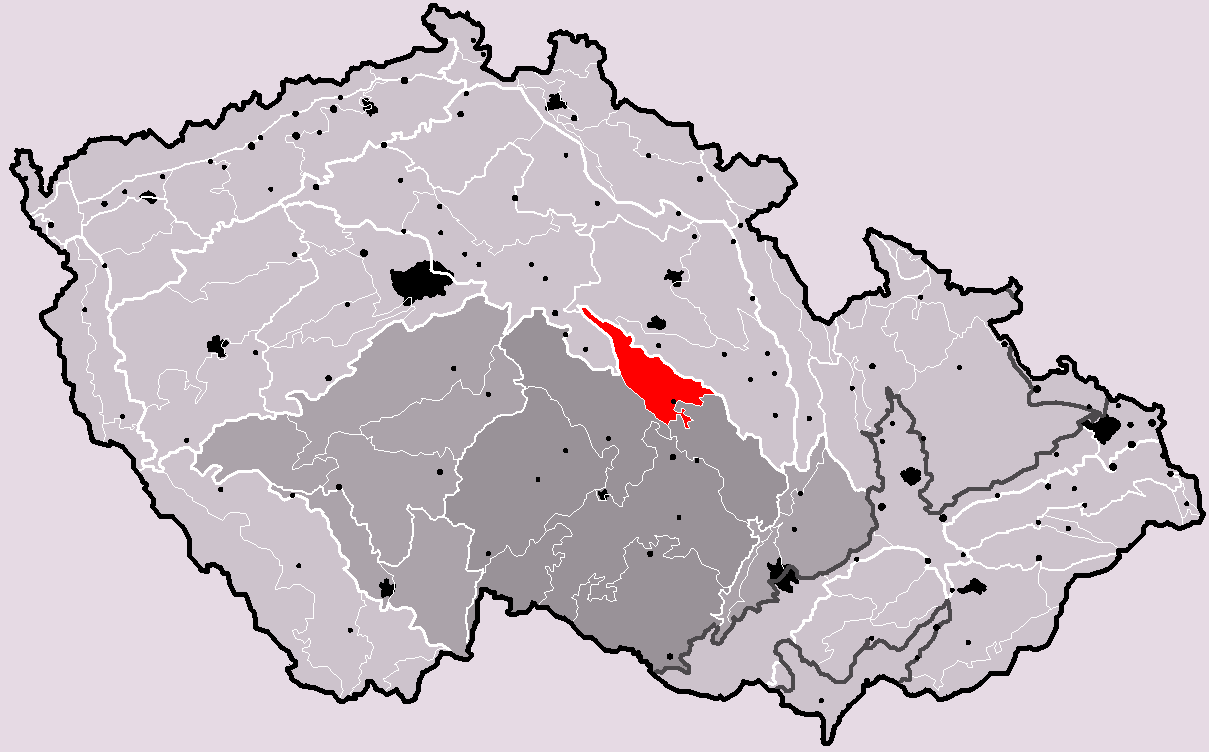
Die Železné hory innerhalb der Geomorphologischen Einteilung Tschechiens

Die Železné hory (deutsch Eisengebirge)  sind ein Gebirgszug in Tschechien und bilden einen Teil der Böhmisch-Mährischen Höhe.

## Geographie
Der Gebirgszug schließt sich im Nordwesten an die Saarer Berge (Žďárské vrchy) an und erstreckt sich von Nordwest nach Südost. Nach Norden geht er in die Chrudimer Tafel (Chrudimská tabule) über, im  Süden schließt sich das Bergland der oberen Sázava (Hornosázavská pahorkatina) an. Den Abschluss nach Süden bildet das Tal der Doubrava. Das Gebirge liegt südlich von Pardubice innerhalb des Städtedreiecks Čáslav – Chrudim – Hlinsko und nimmt eine Fläche von 748 km² ein. Es besteht aus zwei Untereinheiten, dem Chwaletitzer Hügelland (Chvaletická pahorkatina) und dem Setscher Bergland (Sečská vrchovina). 
Der bewaldete Bergkamm wird durch die Chrudimka in einem tiefen Tal durchschnitten. Höchste Erhebung ist der Pešava (697 m), daneben sind noch Hlinecké kopce, Vestec und Hradiště bedeutsam. Der tiefste Punkt liegt mit 268 m bei Slatiňany.
Im Eisengebirge  befinden sich u. a. die Burg Lichtenburg (Hrad Lichnice), die Talsperre Seč, das steinerne Meer bei Krkanka, die Klammen des Pekelský und Lovětínský potok und die Gedenkstätte Ležáky.

## Geschichte

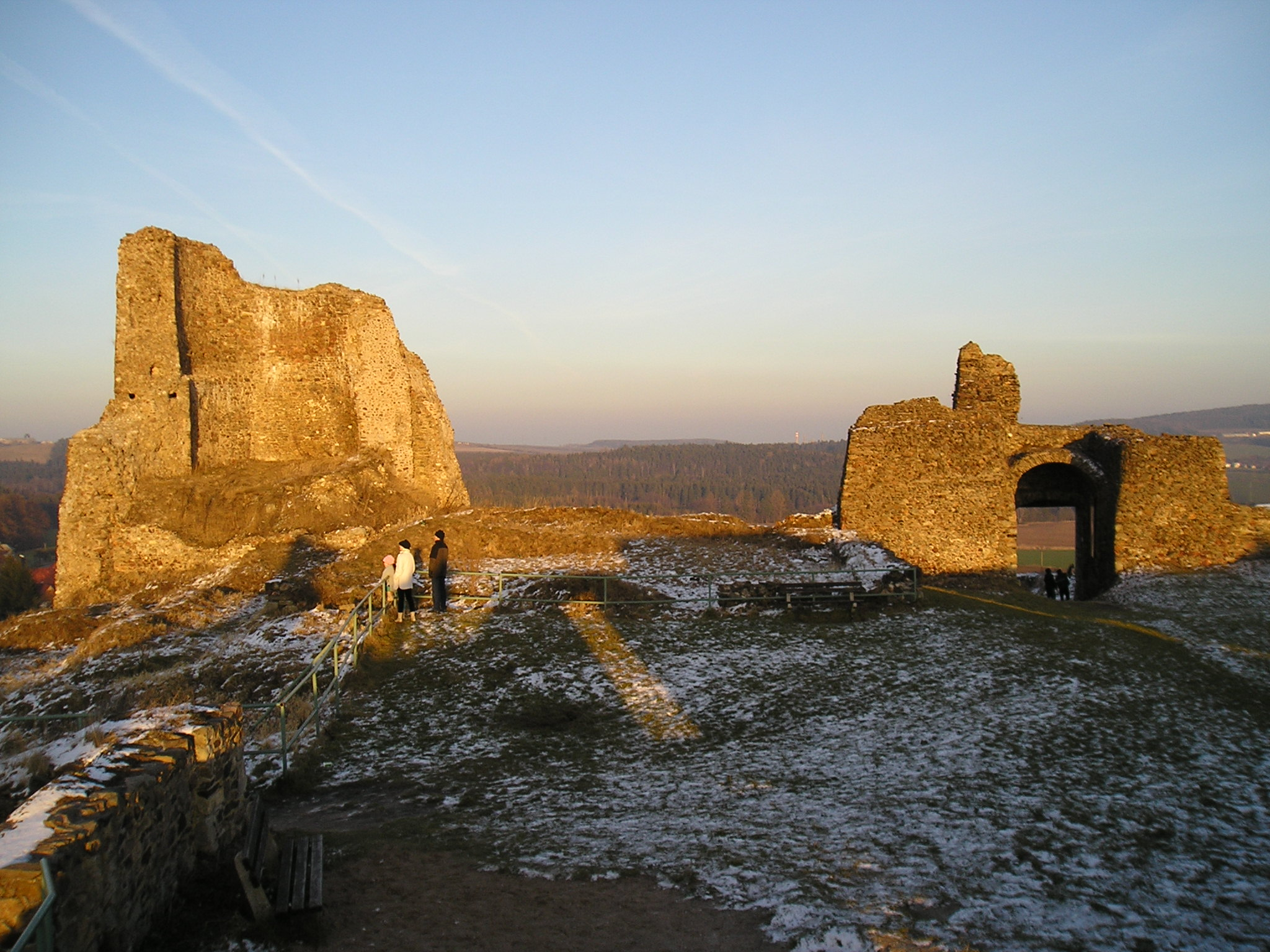
Burgruine Lichnice in den Železné hory

Im Eisengebirge bestand im 2. und 1. Jahrhundert v. Chr. eine keltische Besiedlung. Am Übergang vom 12. zum 13. Jahrhundert erfolgte die Kolonisation des Gebirges, das wegen seines Eisenerzbergbaus ab 1288 auch als „Mons ferrens“ bezeichnet wurde. Durch das Gebirge führten seit dem 10. Jahrhundert alte Handelsverbindungen zwischen Böhmen und Mähren.
Im 18. Jahrhundert errichtete Johann Adam von Auersperg in der Chrudim-Klamm Strádovské Peklo das Wildgehege Slavická, in dem seither Hirsche und Muffeltiere gehalten werden. 1991 wurden Teile des Gebirges zum Landschaftsschutzgebiet erklärt.

## Geologie

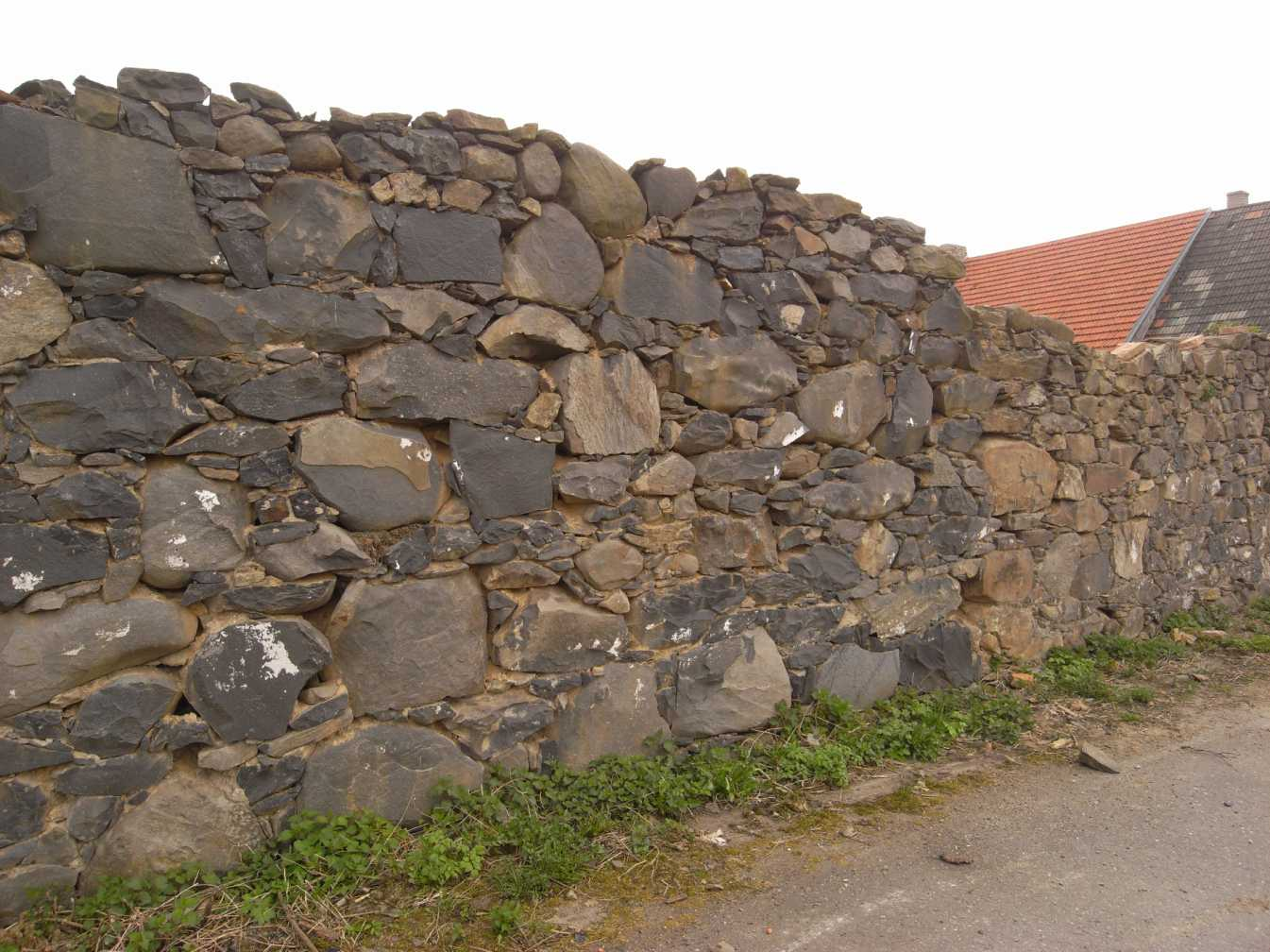
Lesesteinmauern prägen das ländliche Bild im Eisengebirge

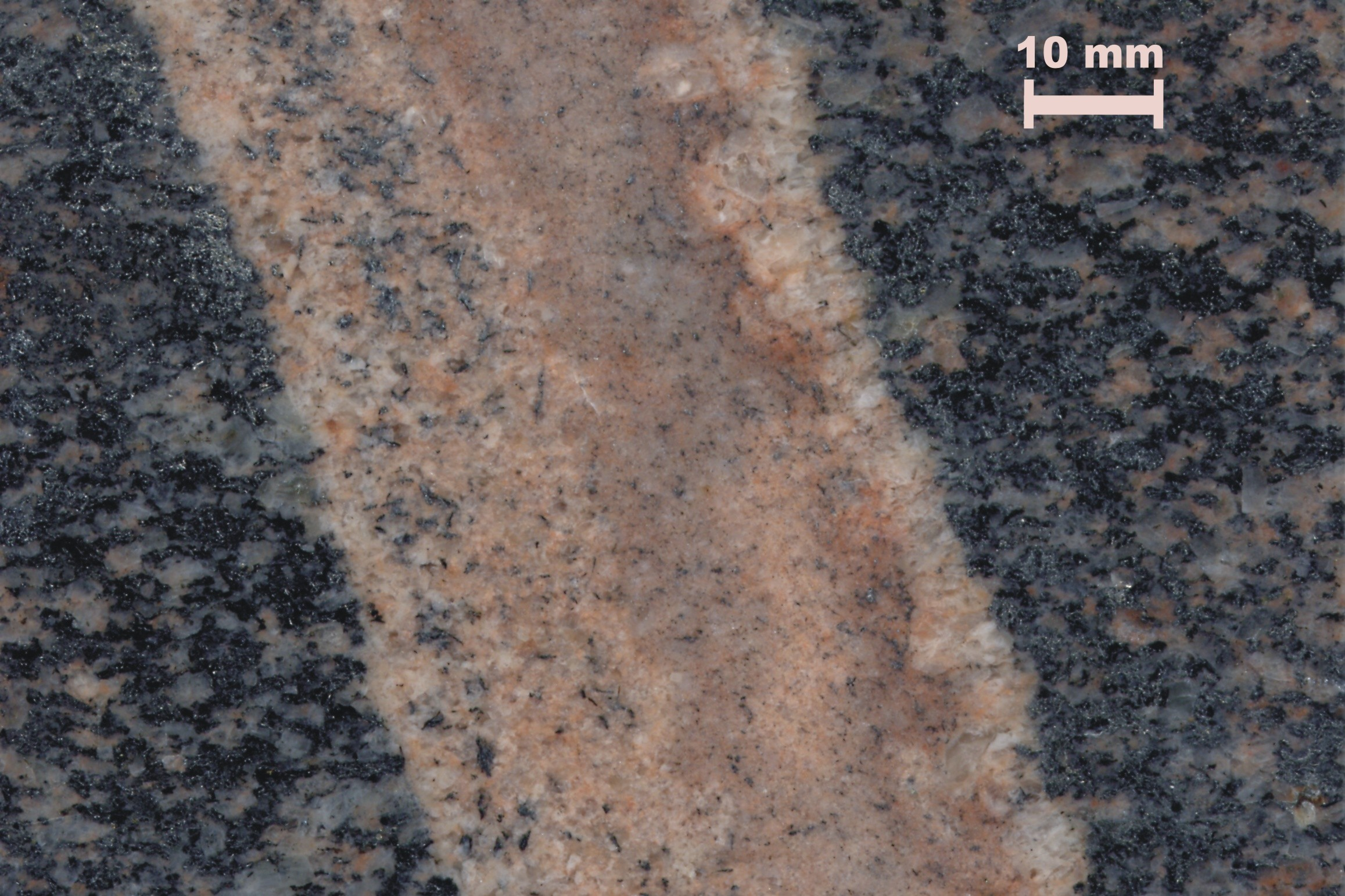
Granodiorit von Švihov mit Aplitgang

Das Eisengebirge gehört zum Böhmischen Massiv und wird als „Železnohorský Pluton“, auch „Nasavrcký masiv“ (siehe: Pluton) bezeichnet. Es hat eine Ausdehnung von etwa zweihundert Quadratkilometern und wird von Nordwesten in östlicher Richtung bis zu seinen südöstlichen Flanken vom Böhmischen Kreidebecken umschlossen. Im Gebirge treten hauptsächlich Granite und Granodiorite auf. Große Bereiche werden vom Typus Skutečer Granit gebildet, ein fein- bis mittelkörniges Gestein mit teils grauer und teils karminroter Färbung. Vereinzelt treten kleine Lagerstätten von Diorit und Gabbros auf. Am westlichen Rand des Eisengebirges baute man bei Prachovice, Vápenný Podol und Závratec Kalkstein zur Kalkproduktion ab.
Die Lagerstätten wurden in den vergangenen zweihundert Jahren als Rohstoffquelle intensiv genutzt. Es existieren zahlreiche Steinbrüche, die zur Herstellung für Werksteinprodukten, Pflaster und Schotter dienen. Sichtbares Zeugnis der sehr alten Steingewinnung sind in dörflichen Bereichen vereinzelte Mauern aus Lesesteinen, die bis zu etwa 0,5 Kubikmeter groß sein können.

### Geologische Erkundung
Der Beginn von geologischen Erkundungsarbeiten geht auf Franz Xaver M. Zippe zurück, der mit seinen Veröffentlichungen von 1837 und 1843 (Sommers’s Topographie, Bd. V und XI) eine frühe Beschreibung der Verhältnisse lieferte.
Weitere Feldarbeiten leistete Ferdinand von Andrian in den Jahren 1861–62. Um 1875 nahmen Jan Krejčí und Rudolf Helmhacker umfassende Erkundungsarbeiten im Gebiet des Eisengebirges vor und publizierten ihre Forschungsergebnisse in einem ausführlichen Textteil zur geologischen Karte dieses Gebietes. Ihre kartographischen Arbeiten blieben unveröffentlicht.
Nach dem Zweiten Weltkrieg erfolgten weitere wichtige Teilarbeiten (Josef Vachtl 1955, 1957) in der Region. Unter der Leitung von Mojmír Opletal wurde das gesamte Areal zwischen 1965 und 1988 durch zahlreiche Mitarbeiter des Geologischen Instituts (Prag) ausführlich überarbeitet. In den Jahren 1989, 1996, 1998, 1999 wurden aktuelle Kartenblätter herausgegeben.

## Volkskunde
Über das Leben der Bevölkerung im Eisengebirge, speziell die Wohnbedingungen im Zeitraum von der Mitte des 19. Jahrhunderts bis in die Mitte des 20. Jahrhunderts gibt das Freilichtmuseum Vysočina Auskunft.